# Chlorostrymon maesites
Espèce
Chlorostrymon maesites est une espèce de lépidoptères (papillons) de la famille des Lycaenidae, sous-famille des Theclinae et du genre Chlorostrymon.

## Dénomination
Chlorostrymon maesites a été décrit par Gottlieb August Wilhelm Herrich-Schäffer en 1864, sous le nom initial de Thecla maesites.
Synonyme : Strymon maesites, Barnes & McDunnough, 1917.

### Noms vernaculaires
Chlorostrymon maesites se nomme Amethyst Hairstreak en anglais,.

## Description
Chlorostrymon maesites est un petit papillon d'une envergure de 22 mm à 25 mm aux antennes annelées de noir et de blanc, avec une fine et longue queue à chaque aile postérieure.
Le dessus du mâle est violet améthyste, celui de la femelle marron avec à chaque aile une plage bleu clair en triangle depuis la base.
Le revers est jaune avec une ligne postmédiane marron et, aux ailes postérieures, une bande marginale et postmarginale formée de la confluence de gros ocelles surmontés de rouge.

## Biologie
Chlorostrymon maesites vole de décembre à juillet en deux ou trois générations en Floride.

## Écologie et distribution
Chlorostrymon maesites est présent dans le sud de la Floride, aux Bahamas, à la Jamaïque, en République dominicaine, à Porto Rico et à Cuba,.

### Protection
Pas de statut de protection particulier.